# Pente litúrgico
Um pente litúrgico é um pente decorado usado em ambos os ritos cristãos católico e ortodoxo cerimonialmente durante a Idade Média, e no rito bizantino durante essa época.
O uso exato de pentes litúrgicas durante a Idade Média ainda não está claro. Eles podem ter sido usados na cerimônia que acompanha a consagração de um bispo, ou antes de ou durante a celebração da Missa. Pentes litúrgicas também são conhecidos por ter sido venerados como relíquias de santos. Possivelmente eles também foram utilizados em um diário, contexto secular.
Pentes litúrgicos foram distinguidos dos pentes seculares por seu design e decoração. Assim, por exemplo foram pentes litúrgicos dos séculos IX e X feitos de uma única peça de material (frequentemente marfim) e tinha dentes em ambos os lados, enquanto, pentes seculares comuns geralmente foram feitas em várias partes e tinha dentes em apenas um lado. A decoração também diferiam em que os pentes seculares desse período geralmente tiveram abstrato, decoração geométrica enquanto pentes litúrgicos foram decoradas com cenas religiosas